# ألطافا
ألطافا (باللاتينية: Altava) كانت مدينة رومانية بربرية في موريطانيا القيصرية. تقع في مدينة أولاد ميمون الحالية بالجزائر، كان بمثابة عاصمة مملكة الطافا البربرية القديمة.